# Everybody Dies in Their Nightmares
«Everybody Dies in Their Nightmares» (с англ. — «Все умирают в своих кошмарах») — песня американского рэпера XXXTentacion с его дебютного студийного альбома 17. Она была спродюсирована Потсу. Журнал XXL назвал песню одной из самых лучших в карьере XXXTentacion.

## Описание
В тексте песни XXXTentacion размышляет о своих суицидальных мыслях, журнал XXL считает, что инструментальная часть является «тихим пространством для их обдумывания, а монотонная речь X подчеркивает его скрытое принятие собственной гибели». Джейми Гарвуд из Medium сказал, что «в таких песнях, как „Everybody Dies in Their Nightmares”, кажется, что исполнитель смирился со своей судьбой и впал в депрессию». Издание HotNewHipHop считает, что трек «приобрёл новую остроту после убийства XXXTentacion в 2018 году».
Сайт Uproxx написал, что «такие названия песен, как „Everybody Dies in Their Nightmares” , „Dead Inside”  и „Save Me” , ещё больше задают [депрессивный] тон альбома, как и его поразительная обложка, на которой исполнитель изображён голым, прячущимся от мира среди фраз, слишком знакомых для тех, кто борется с депрессией».

## Чарты
| Чарт (2017—2018)                                | Высшая позиция |
| ----------------------------------------------- | -------------- |
| Австрия (Ö3 Austria Top 40)                     | 72             |
| Великобритания (Official Singles Chart Top 100) | 88             |
| Дания (Hitlisten)                               | 40             |
| Италия (FIMI)                                   | 56             |
| Канада (Billboard Canadian Hot 100)             | 34             |
| Мир (Billboard LyricFind)                       | 19             |
| Нидерланды (Single Top 100)                     | 58             |
| Новая Зеландия (Heatseeker Singles)             | 1              |
| Норвегия (VG-lista)                             | 32             |
| США (Billboard Hot 100)                         | 42             |
| США (Billboard LyricFind)                       | 5              |
| США (Billboard R&B/Hip-Hop Digital Song Sales)  | 23             |
| США (Billboard R&B/Hip-Hop Streaming Songs)     | 20             |
| США (Billboard Rap Digital Song Sales)          | 20             |
| США (Billboard Rap Songs)                       | 19             |
| США (Billboard Streaming Songs)                 | 24             |
| Франция (SNEP)                                  | 93             |
| Швейцария (Schweizer Hitparade)                 | 54             |
| Швеция (Sverigetopplistan)                      | 33             |

## Сертификации
| Регион                                                                      | Сертификация  | Продажи   |
| --------------------------------------------------------------------------- | ------------- | --------- |
| Дания (IFPI Danmark)                                                        | Платиновый    | 90 000    |
| Франция (SNEP)                                                              | Платиновый    | 200 000   |
| Германия (BVMI)                                                             | Золотой       | 200 000   |
| Италия (FIMI)                                                               | Платиновый    | 50 000    |
| Великобритания (BPI)                                                        | Платиновый    | 600 000   |
| США (RIAA)                                                                  | 3× Платиновый | 3 000 000 |
| Данные о продажах + прослушиваниях приведены только на основе сертификации. |               |           |